# Стефан Сальваторе
Сте́фан Сальвато́ре (англ. Stefan Salvatore, 5 червня 1846, Містик-Фоллс — 1864) — один з головних героїв телесеріалу «Щоденники вампіра», роль якого виконує Пол Веслі.

## Біографія

### Ранні роки
Стефан народився 5 червня 1847 в Містик-Фоллс, в сім'ї італійського походження. Разом зі своїм братом Деймоном закохався в Кетрін Пірс, дівчину-вампіра. Після того як його застрелив власний батько, звернувся у вампіра завдяки наявності в ньому крові Кетрін. Трохи пізніше випадково вбив батька під час його нападу. Звернений їм у вампіра Деймон пообіцяв братові вічні страждання, розсердившись на нього за своє, фактично, насильне звернення. Спочатку Стефан був нездатний чинити опір жадобі крові, через що у нього розвинулася сильна залежність. Пізніше, після безлічі вбивств, він зустрів вампіра на ім'я Алексія Бренсон, яка навчила Стефана контролювати спрагу і стала його найкращим другом. Після порятунку Елени під час автокатастрофи Стефан повертається в Містик-Фоллс, де був відсутній протягом десятиліть, помітивши, що Елена виглядає в точності як Кетрін Пірс. Вони почали зустрічатися, і через деякий час Стефан каже Елені, що він вампір. Одночасно з цим в Містик-Фоллс повертається Деймон, який також закохується в Елену. У міру розвитку сюжету братські узи Стефана і Деймона все більш міцніють. На початку серіалу, через свою залежність від людської крові, Стефан п'є тільки кров тварин, що робить його слабше інших вампірів.

### 2-й і 3-й сезон
У другому сезоні Стефан починає щодня пити невеликими порціями кров Елени для ослаблення своєї пристрасті і збільшення фізичних сил. Після повернення Кетрін з'ясовується, що вона завжди любила Стефана, а не Деймона; при цьому сам Стефан любить Елену і не проявляє інтересу до Кетрін. Після звернення Керолайн Форбс у вампіра між нею і Стефаном зав'язуються дружні відносини. Після того як Ніклаус дав Стефану свою кров для зцілення Деймона від укусу перевертня, він знову пробудив у молодшому Сальваторе М'ясника-Різника, і Стефан погодився примкнути до нього і виконувати його доручення, сподіваючись, що повірив у загибель Елени під час ритуалу Ніклаус покине Містик- Фоллс, і дівчина буде в безпеці. Пізніше Ніклаус викрив обман і змушував Стефана вбити Елену, а коли Стефан почав чинити опір, змусив його «відключити» всі почуття і людяність. Пізніше Стефан зміг їх повернути, про що свідчить сцена, в якій він рятує Ніклауса заради захисту Деймона. Далі він з помсти викрадає сім'ю Ніклауса і починає його шантажувати, а коли цей план провалюється (відьми віддали Никлаусом труни після його погроз перервати рід Беннетів), Стефан, насильно напоївши Елену своєю кров'ю, загрожує з'їхати разом з нею з мосту, якщо Ніклаус не відішле своїх гібридів з міста. В останній момент Ніклаус погоджується. Між Еленою та Стефаном починається сварка, під час якої він каже, що Ніклаус відібрав у нього все, а Елена заперечує: «У тебе є я!», На що Стефан відповідає: «Я втратив тебе в ту секунду, коли покинув місто разом з ним, просто ти досі не хочеш це визнати». Наприкінці 3-го сезону він цілує Елену зі словами "раптом це востаннє". Коли Аларік вбиває Ніклауса, родоначальника вампірської лінії братів Сальваторе, Керолайн Форбс, Тайлера Локвуда, Елена знаходиться в і Меттью по дорозі з міста. Вона змушена ухвалити рішення з ким їй попрощатися: з Деймоном або зі Стефаном, Керолайн і Тайлером. Вибравши Стефана, вони з Меттью повертаються в Містик-Фоллс, але через раптової появи на шляху автомобіля Ребекки, не впоравшись з керуванням, падають з мосту у воду. Підоспілий до місця аварії Стефан, на її прохання рятує Меттью. У результаті Елена тоне, але, як пізніше з'ясовується, незадовго до аварії доктор Фелл вилікувала Елену за допомогою вампірської крові, яка залишалася в організмі дівчини і в момент її смерті.

### 4-й сезон
У 4 сезоні дізнається, що є ліки від вампіризму і разом з Нік- Клаусом вони шукають його, щоб вилікувати Елену . Незабаром дізнається від Керолайн про близькість Елени та Деймона, ніж виявляється розлютований і пригнічений. Пізніше дізнається, що Елена любить його, але більше не закохана, а закохана в Деймона . Через це він об'єднується з Ребеккою в пошуку ліків для Елени, для того щоб дізнатися, чи правда, що Елена любить Деймона або ж цей вплив кровного зв'язку . Стефан має намір викреслити Елену зі свого життя після того, як допоможе Елені прийняти ліки, але у нього залишилися почуття до неї . В останній сцені 4 сезони Стефан дізнається з вуст Сайласа, що сам Стефан насправді двійник Сайласа, його слабке місце, ключ до знищення, оскільки в будь-якому заклятті повинна бути лазівка . Сайлас приймає свій справжній вигляд, замикає молодшого Сальваторе в сейфі і скидає його зі скель у водну безодню .

### 5-й сезон
В 5 сезоні Стефана рятує із сейфу під водою Кетсія.

## Особистість
Як людина, Стефан був співчутливим, добрим, шляхетним, чесним, розумним, спортивним, відповідальним, сумлінним джентльменом. Його, безперечно, вважали «золотим хлопчиком», і він користувався захопленням і повагою всього містечка Містик Фоллз і, перш за все, свого батька Джузеппе. Стефана також вважали старанним, і він хотів стати лікарем протягом свого людського життя, і це була його професія або кар’єра, перш ніж його перетворили на вампіра проти його волі. Стефана вважали лицарським, галантним, романтичним, добре вихованим і ввічливим, риси, які змусили Кетрін Пірс глибоко закохатися в молодшого Сальваторе.
На відміну від Деймона, Стефан мав дуже близькі відносини зі своїм батьком Джузеппе. Він також був близький зі своєю матір'ю до її смерті, коли йому було 10 років. До того, як перетворитися на вампіра в 1864 році, Стефан був щасливим, оптимістичним, легковажним, грайливим, пустотливим і наївним.

## Цікаві факти
1. Ім'я "Стефан" — чоловіче ім’я грецького походження Στεφανος ( Stephanos ), що означає «корона», «вінок» або «вінець мучеництва».
2. Прізвище "Сальваторе" означає «рятівник» і має італійське походження.
3. Стефан із задоволенням слухає музику:  Боба Ділана,  Джимі Хендрікса, Петсі Клайн,  Віллі Нельсона,  Каньє Веста  і йому навіть подобається одна з пісень Майлі Сайрус.
4. Стефан любить літературу та обожнює писати, особливо у своєму щоденнику. Він веде щоденник кожен рік, записуючи всі події та спогади кожного року в журналі. Стефан навіть писав у щоденнику в 1920-х роках.
5. Автомобіль Стефана — червоний Porsche 356B Karmann Coupe 1963 року випуску. Стефан також володіє мотоциклом Harley.
6. Він мав стати тим, хто перейме від Джузеппе сімейний бізнес Сальваторе, коли йому виповниться 18 років. 
7. Стефан мав коня під час його життя на ім’я Меццанотте, що в перекладі з італійської означає «опівніч».
8.  В дитинстві найкращих друзів Стефана за його людське життя звали Ітан Гіффін, Брайан Волш і Меттью Харнетт. 
9. Окрім Лексі, найкращим другом Стефана була дівчина на ім’я Кора, яка була людиною. 
10.  Стефан зізнається, що піднімався на гору Еверест.